# Хормонотерапия при трансполовите хора
Хормонотерапията при трансполовите хората, още позната като хормоно-заместителна терапия (ХЗТ) и полово-утвърждаваща терапия при трансхората, е вид хормонотерапия, при която на трансджендър или небинарни хора се дават полови хормони с цел вторичните им полови белези да станат по-близки до половата им идентичност. Има два вида хормонотерапия за транс хора в зависимост от това дали човекът цели да изглежда по-мъжествено или по-женствено:
- хормонотерапия за трансмъже или трансмъжествени хора – състои се от прилагане на андрогени и антиестрогени;
- хормонотерапия за трансжени или трансженствени хора – състои се от прилагане на естрогени със или без антиандрогени.

Предписването на ХЗТ при трансхората може да е вследствие на диагноза полова дисфория, въпреки че в днешно време на много места се използва модел на информирано доброволно съгласие. При този модел пациентите се уведомяват за процедурата на ХЗТ и нейните възможните ползи и рискове, без да им се налага да преминават през редицата бариери, които са налагани в миналото. Насоки за хормонотерапия при транс хората са разработени и публикувани от няколко медицински асоциации. В държави, където хормонотерапията е свободно достъпна, тя е обикновено предписана от лицензирано медицинско лице и може да се прилага от него или от самия пациент.
Интерсекс хората също понякога се подлагат на хормонотерапия. Някои започват терапията като деца, за да се утвърди полът, приписан им при раждането, а други – по-късно, с цел привеждане на половите си белези по-близо до половата си идентичност. Небинарните хора също понякога се подлагат на хормонотерапия по същите причини като транс и интерсекс хората.